# Хасковски отряд
Хасковският отряд е българско военно формирование, формирано и действала по време на Балканската война (1912 – 1913).
Отрядът е формиран през октомври 1912 г. и включва Втора бригада на Втора пехотна тракийска дивизия (Двадесет и осми и 40-и пехотен полк), Трети скорострелен артилерийски полк и няколко по-малки спомагателни части. Той е подчинен на Втора българска армия (командващ генерал-лейтенант Никола Иванов), чиито основни сили настъпват срещу Одрин. Хасковският отряд се командва от полковник Васил Делов.
Задачата на Хасковския отряд е да осъществи настъпление в Източните Родопи, западно от Кърджалийския отряд и на изток от Родопския отряд, като завземе град Кърджали и неутрализира османския Кърджалийски корпус. На 21 октомври (8 октомври стар стил) 1912 година отрядът превзема Кърджали, а на 21 ноември – Даръдере.